# Um eine Nasenlänge (film 1931)
Um eine Nasenlänge è un film del 1931 diretto da Johannes Guter.

## Produzione
Il film fu prodotto dalla Gnom-Tonfilm di Berlino.

## Distribuzione
Il film uscì nelle sale cinematografiche tedesche il 28 agosto 1931.